# Daciana Sârbu
Daciana Octavia Sârbu (Arad, 15 januari 1977) is een Roemeens politica, jurist en lid van het Europees Parlement. In 2004 werd ze verkozen tot senator namens de PSD en in 2007 werd ze lid van het Europees Parlement na de toetreding van Roemenië. In 2009 werd ze herkozen als parlementslid, evenals in 2014.

## Carrière
Daciana Sârbu studeerde rechten aan de Westelijke Universiteit in Timișoara waar ze een master behaalde in commercieel recht in 2003. Tegelijkertijd studeerde ze ook aan het Nationale College van Defensie. Later opende ze haar eigen advocatenkantoor.
In 1996 sloot ze zich aan bij de PDSR, de latere PSD. Ze werd adviseur voor het controlerende orgaan voor de premier tijdens het kabinet van Adrian Năstase. In 2003 trok ze zich hieruit terug en werd staatssecretaris op het ministerie van Onderwijs en Onderzoek. Later werd ze hoofd van de nationale autoriteit voor de jeugd. Binnen haar partij werd ze de leider van de jeugd- en vrouwenafdeling. In 2004 werd ze verkozen tot lid van de kamer van afgevaardigden namens het district Argeș.

### Europees Parlementslid
Als Europees Parlementslid maakt ze deel uit van de volgende delegaties en comités:
- Commissie milieubeheer, volksgezondheid en voedselveiligheid (als vicevoorzitter) in 2007 en nogmaals sinds 2014
- Delegatie voor de betrekkingen met de Volksrepubliek China tussen 2007 tot 2009
- Delegatie voor de betrekkingen met de landen van de Andesgemeenschap (als vicevoorzitter) tussen 2009 en 2010
- Delegatie voor de betrekkingen met de Verenigde Staten tussen 2014 en 2016
- Delegatie voor de betrekkingen met de Zuidoost-Aziatische landen en de Associatie van Zuidoost-Aziatische staten (ASEAN)

## Privé
Daciana Sârbu is de dochter van Ilie Sârbu, voormalig minister van Landbouw onder Adrian Năstase en later onder Emil Boc. Ze is getrouwd met de Roemeense politicus en voormalig premier Victor Ponta en samen hebben ze een dochter.